# Sportgemeinschaft Dynamo Dresden
El Sportgemeinschaft Dynamo Dresden és un club de futbol alemany de la ciutat de Dresden, Saxònia.

## Història
El 1950, el club més popular de Dresden era el SG Friedrichstadt, però el club no era simpàtic a les autoritats soviètiques que ocupaven el país. El club es desfeu i les restes de l'equip acabaren en un equip de treballadors anomenat BSG VVG Tabak Dresden.
El 1948 nasqué l'Sportvereinigung Deutsche Volkspolizei Dresden i ràpidament reemplaçà al SG Friedrichstadt com a club representatiu de la ciutat. El 1950, 17 jugadors d'11 clubs patrocinats per la policia, entre ells el SG Mickten, foren inclosos en un nou club anomenat SV DVP Dresden que vestia de verd i blanc, amb intenció de crear un potent club a Saxònia. Aquest club es refundà de nou oficialment el 12 d'abril de 1953, naixent el SG Dynamo Dresden, adoptant els colors vi i blanc i ingressant a la societat Sportvereinigung Dynamo.
L'any 1954, les autoritats traslladaren l'equip de Dresden a Berlín per unir-se al Berliner FC Dynamo i construir un gran club a la capital, restant el club de Dresden com a segon equip. El Dynamo Dresden retornà a la primera divisió de la RDA el 1962. El 1968 se separà de la societat SV Dynamo (per canvi de normativa legal) i adoptà el colors groc i negre, els colors de la ciutat.
L'any 1990 amb la reunificació alemanya adoptà el nom 1. FC Dynamo Dresden, retornant al nom original de SG Dynamo Dresden el 2007.

## Palmarès
- Lliga de la RDA de futbol:  1953, 1971, 1973, 1976, 1977, 1978, 1989, 1990
- Copa de la RDA de futbol: 1952, 1971, 1977, 1982, 1984, 1985, 1990
- NOFV-Oberliga: 2002
- Sachsenpokal (Copa de Saxònia): 2003, 2007

## Jugadors

### Plantilla 2024-25
A 17 gener 2025 
| N. | Pos. | Nac. | Jugador                               |
| -- | ---- | --- | ------------------------------------- |
| 1  | POR  | [[Fitxer:Flag of Germany.svg\|23x15px\|border \|alt=Alemanya\|link=Selecció de futbol d'Alemanya\|{{#if:\|]]      | Tim Schreiber                         |
| 4  | DEF  | [[Fitxer:Flag of Germany.svg\|23x15px\|border \|alt=Alemanya\|link=Selecció de futbol d'Alemanya\|{{#if:\|]]      | Dennis Duah                           |
| 5  | MIG  | [[Fitxer:Flag of Germany.svg\|23x15px\|border \|alt=Alemanya\|link=Selecció de futbol d'Alemanya\|{{#if:\|]]      | Vinko Šapina                          |
| 6  | MIG  | [[Fitxer:Flag of Germany.svg\|23x15px\|border \|alt=Alemanya\|link=Selecció de futbol d'Alemanya\|{{#if:\|]]      | Tom Berger                            |
| 10 | DAV  | [[Fitxer:Flag of Germany.svg\|23x15px\|border \|alt=Alemanya\|link=Selecció de futbol d'Alemanya\|{{#if:\|]]      | Jakob Lemmer                          |
| 11 | DAV  | [[Fitxer:Flag of Germany.svg\|23x15px\|border \|alt=Alemanya\|link=Selecció de futbol d'Alemanya\|{{#if:\|]]      | Dominik Kother                        |
| 14 | DEF  | [[Fitxer:Flag of Germany.svg\|23x15px\|border \|alt=Alemanya\|link=Selecció de futbol d'Alemanya\|{{#if:\|]]      | Paul Lehmann                          |
| 15 | DEF  | [[Fitxer:Flag of Sri Lanka.svg\|23x15px\|border \|alt=Sri Lanka\|link=Selecció de futbol de Sri Lanka\|{{#if:\|]] | Claudio Kammerknecht                  |
| 16 | DEF  | [[Fitxer:Flag of Germany.svg\|23x15px\|border \|alt=Alemanya\|link=Selecció de futbol d'Alemanya\|{{#if:\|]]      | Philip Heise                          |
| 17 | MIG  | [[Fitxer:Flag of Slovenia.svg\|23x15px\|border \|alt=Eslovènia\|link=Selecció de futbol d'Eslovènia\|{{#if:\|]]   | Aljaž Casar                           |
| 20 | DEF  | [[Fitxer:Flag of Kosovo.svg\|23x15px\|border \|alt=Kosovo\|link=Selecció de futbol de Kosovo\|{{#if:\|]]          | Andi Hoti (cedit pel 1. FC Magdeburg) |
| 21 | DAV  | [[Fitxer:Flag of Germany.svg\|23x15px\|border \|alt=Alemanya\|link=Selecció de futbol d'Alemanya\|{{#if:\|]]      | Robin Meißner                         |
| 22 | DAV  | [[Fitxer:Flag of Germany.svg\|23x15px\|border \|alt=Alemanya\|link=Selecció de futbol d'Alemanya\|{{#if:\|]]      | Mika Baur (cedit pel SC Paderborn)    |

| N. | Pos. | Nac. | Jugador                                 |
| -- | ---- | --- | --------------------------------------- |
| 23 | DEF  | [[Fitxer:Flag of Germany.svg\|23x15px\|border \|alt=Alemanya\|link=Selecció de futbol d'Alemanya\|{{#if:\|]] | Lars Bünning                            |
| 24 | DAV  | [[Fitxer:Flag of Germany.svg\|23x15px\|border \|alt=Alemanya\|link=Selecció de futbol d'Alemanya\|{{#if:\|]] | Tony Menzel                             |
| 25 | MIG  | [[Fitxer:Flag of Germany.svg\|23x15px\|border \|alt=Alemanya\|link=Selecció de futbol d'Alemanya\|{{#if:\|]] | Jonas Oehmichen                         |
| 26 | DEF  | [[Fitxer:Flag of Germany.svg\|23x15px\|border \|alt=Alemanya\|link=Selecció de futbol d'Alemanya\|{{#if:\|]] | Jan-Hendrik Marx                        |
| 27 | MIG  | [[Fitxer:Flag of Germany.svg\|23x15px\|border \|alt=Alemanya\|link=Selecció de futbol d'Alemanya\|{{#if:\|]] | Niklas Hauptmann                        |
| 28 | DEF  | [[Fitxer:Flag of Germany.svg\|23x15px\|border \|alt=Alemanya\|link=Selecció de futbol d'Alemanya\|{{#if:\|]] | Sascha Risch                            |
| 29 | DEF  | [[Fitxer:Flag of Germany.svg\|23x15px\|border \|alt=Alemanya\|link=Selecció de futbol d'Alemanya\|{{#if:\|]] | Lukas Boeder                            |
| 30 | DAV  | [[Fitxer:Flag of Germany.svg\|23x15px\|border \|alt=Alemanya\|link=Selecció de futbol d'Alemanya\|{{#if:\|]] | Stefan Kutschke (capità)                |
| 31 | POR  | [[Fitxer:Flag of Germany.svg\|23x15px\|border \|alt=Alemanya\|link=Selecció de futbol d'Alemanya\|{{#if:\|]] | Phillip Böhm                            |
| 32 | MIG  | [[Fitxer:Flag of Germany.svg\|23x15px\|border \|alt=Alemanya\|link=Selecció de futbol d'Alemanya\|{{#if:\|]] | Jonas Sterner (cedit pel Holstein Kiel) |
| 33 | DAV  | [[Fitxer:Flag of Germany.svg\|23x15px\|border \|alt=Alemanya\|link=Selecció de futbol d'Alemanya\|{{#if:\|]] | Christoph Daferner (cedit pel Nürnberg) |
| 37 | POR  | [[Fitxer:Flag of Germany.svg\|23x15px\|border \|alt=Alemanya\|link=Selecció de futbol d'Alemanya\|{{#if:\|]] | Daniel Mesenhöler                       |
| 39 | DEF  | [[Fitxer:Flag of Germany.svg\|23x15px\|border \|alt=Alemanya\|link=Selecció de futbol d'Alemanya\|{{#if:\|]] | David Kubatta                           |

### Futbolistes històrics destacats
| - Hans-Jürgen Kreische (1964-1978) - Klaus Sammer (1965-1975) - Frank Ganzera (1966-1976) - Dieter Riedel (1967-1980) - Siegmar Wätzlich (1967-1975) - Gerd Heidler (1967-1982) - Horst Rau (1969-1974) - Claus Boden (1971-1981) - Reinhard Häfner (1971-1988) - Klaus Müller (1972-1981) - Udo Schmuck (1972-1982) - Peter Kotte (1973-1980) - Hartmut Schade (1973-1984) - Gerd Weber (1973-1980) - Matthias Müller (1974-1980) - Hans-Jürgen Dörner (1977-1985) - Bernd Jakubowski (1977-1986) - Andreas Trautmann (1977-1991) - Matthias Döschner (1978-1990) - Torsten Gütschow (1980-1993, 1996-1999) - Frank Lippmann (1980-1986) - Ralf Minge (1980-1991) - Karsten Neitzel (1981-1989) - Lutz Schülbe (1981-1984) - Hans-Uwe Pilz (1982-1990, 1990-1995) - Ulf Kirsten (1983-1990) - Jörg Stübner (1983-1993) - Steffen Büttner (1984-1992) - Jens Ramme (1985-1988) - Matthias Sammer (1985-1990) - Frank Lieberam (1986-1991) - Ralf Hauptmann (1986-1993) - Ronny Teuber (1986-1993) - Matthias Maucksch (1987-1995) - Rocco Milde (1987-1990, 1996-1998, 2002-2003) - Uwe Jähnig (1988-1995) | - Sven Kmetsch (1989-1995) - Detlef Schößler (1989-1995) - Andreas Wagenhaus (1989-1993) - Heiko Scholz (1990-1992) - René Müller (1991-1995) - Sven Ratke (1991-1995, 2002-2004) - Uwe Rösler (1991-1992, 1993-1994) - René Beuchel (1992-1995, 2002-2007) - Dirk Oberritter (1992-1995, 1996-2000) - Miroslav Stevic (1992-1994) - Thomas Rath (1992-1995) - Alexander Zickler (1992-1993) - Stanislav Txertxéssov (1993-1995) - Rico Hanke (1993-2000) - Olaf Marschall (1993-1994) - Piotr Nowak (1993-1994) - Marek Penksa (1993-1994, 2007-2008) - Johnny Ekström (1994-1995) - Jens Jeremies (1994-1995) - Michael Spies (1994-1995) - Matthias Großmann (1996-2000) - Antoni Jelen (1996-2000) - Silvio Schröter (1997-2001) - Ignjac Kresic (1999-2006) - Frank Paulus (1999-2003) - Daniel Petrowsky (1999-2003) - Steffen Heidrich (2001-2005) - Thomas Neubert (2001-2006) - Daniel Ziebig (2001-2005) - Christian Fröhlich (2003-2006) - Dexter Langen (2003-2006) - Levente Csik (2001-2007) - Angsar Brinkmann (2005) - Joshua Kennedy (2005-2006) - Ivo Ulich (2006-2008) - Martin Stocklasa (2006-2008) |

## Entrenadors destacats
| - Fritz Sack 07/1950 - 09/1951 - Rolf Kukowitsch 09/1951 - 04/1952 - Paul Döring 04/1952 - 07/1953 - Janos Gyarmati 07/1953 - 04/1954 - Helmut Petzold 04/1954 - 11/1955 - Heinz Werner 01/1956 - 06/1956 - Rolf Kukowitsch 07/1956 - 12/1956 - Helmut Petzold 01/1957 - 05/1966 - Manfred Fuchs 06/1966 - 03/1968 - Kurt Kresse 03/1968 - 06/1969 - Walter Fritzsch 06/1969 - 06/1978 - Gerhard Prautzsch 06/1978 - 06/1983 - Klaus Sammer 07/1983 - 06/1986 - Eduard Geyer 07/1986 - 04/1990 - Reinhard Häfner 04/1990 - 06/1991 - Helmut Schulte 06/1991 - 05/1992 - Klaus Sammer 06/1992 - 04/1993 | - Ralf Minge 04/1993 - 06/1993 - Siegfried Held 06/1993 - 11/1994 - Horst Hrubesch 11/1994 - 02/1995 - Ralf Minge 02/1995 - 06/1995 - Hans-Jürgen Kreische 06/1995 - 04/1996 - Udo Schmuck 04/1996 - 09/1996 - Hartmut Schade 09/1996 - 03/1998 - Werner Voigt 04/1998 - 12/1998 - Damian Halata 12/1998 - 02/1999 - Rolf Schafstall 02/1999 - 03/1999 - Colin Bell 04/1999 - 03/2000 - Cor Pot 03/2000 - 03/2001 - Meinhard Hemp 03/2001 - 06/2001 - Christoph Franke 07/2001 - 12/2005 - Peter Pacult 12/2005 - 09/2006 - Norbert Meier 09/2006 - 09/2007 - Eduard Geyer 09/2007 - 06/2008 |